# Brachythecium uematsui
Brachythecium uematsui är en bladmossart som beskrevs av Brotherus in Cardot 1911. Brachythecium uematsui ingår i släktet gräsmossor, och familjen Brachytheciaceae. Inga underarter finns listade i Catalogue of Life.